# Glasgow, Delaware
Glasgow är en ort (CDP) i New Castle County, i delstaten Delaware, USA. Enligt United States Census Bureau har orten en folkmängd på 14 303 invånare (2010) och en landarea på 25,7 km².